# Youssef Amyn
Youssef Wali Faeq Amyn (* 21. August 2003 in Essen) ist ein irakisch-deutscher Fußballspieler. Er steht bei al-Wehda FC unter Vertrag und ist irakischer Nationalspieler.

## Karriere

### Vereine
Youssef Amyn kam in der Jugend beim VfL Bochum und Borussia Dortmund zum Einsatz. Er wechselte von der Dortmunder U17 zur Saison 2020/21 zu der U19 von Viktoria Köln.
Am 13. März 2021 debütierte Amyn in der 3. Liga bei der Partie gegen den MSV Duisburg. Insgesamt absolvierte er in der Spielzeit 2020/21 3 Profi-Einsätze.
Im August 2022 wechselte er in die Eredivisie zu Feyenoord Rotterdam. Dort kam er allerdings nur in der U21-Mannschaft zum Einsatz.
Im Sommer 2023 wechselte er zurück nach Deutschland und er schloss sich dem Zweitligisten Eintracht Braunschweig an.
Ein Jahr später, im Sommer 2024, wurde sein Wechsel zum al-Wehda FC in die Saudi Pro League bekannt.

### Nationalmannschaft
Im August 2021 wurde Amyn erstmals in den Kader der deutschen U19-Nationalmannschaft, für die Länderspiele gegen die Schweiz und England, berufen. Er debütierte am 3. September 2021 im Länderspiel gegen die Schweiz und erzielte nach 23. Minuten das 1:0 für die DFB-Auswahl.
Ab dem Jahr 2023 lief er für die irakische U20-Nationalmannschaft auf und nahm mit dieser an der U-20-Fußball-Weltmeisterschaft 2023 teil, schied aber bereits nach der Vorrunde aus.
Im November 2023 debütierte er in der irakischen Nationalmannschaft beim WM-Qualifikationsspiel gegen Indonesien, als er beim 5:1-Heimsieg eingewechselt wurde und zum zwischenzeitlichen 4:1 traf.

## Erfolge
- Mittelrheinpokal-Sieger: 2021, 2022